# Маневей Тауншип (Нью-Джерсі)
Маневей Тауншип (англ. Mantua Township) — селище (англ. township) в США, в окрузі Глостер штату Нью-Джерсі. Населення — 15 235 осіб (2020).

## Демографія
Згідно з переписом 2010 року, у селищі мешкало 15 217 осіб у 5719 домогосподарствах у складі 4168 родин. Було 5980 помешкань
Расовий склад населення:
| - 94,2 % — білих - 2,5 % — чорних або афроамериканців - 1,1 % — азіатів - 0,2 % — корінних американців |

До двох чи більше рас належало 1,3 %. Частка іспаномовних становила 3,0 % від усіх жителів.
За віковим діапазоном населення розподілялося таким чином: 24,1 % — особи молодші 18 років, 63,1 % — особи у віці 18—64 років, 12,8 % — особи у віці 65 років та старші. Медіана віку мешканця становила 40,3 року. На 100 осіб жіночої статі у селищі припадало 92,9 чоловіків;  на 100 жінок у віці від 18 років та старших — 88,8 чоловіків також старших 18 років.
Середній дохід на одне домашнє господарство  становив 95 653 долари США (медіана — 82 673), а середній дохід на одну сім'ю — 105 881 долар (медіана — 96 628). Медіана доходів становила 67 130 доларів для чоловіків та 59 045 доларів для жінок. За межею бідності перебувало 5,4 % осіб, у тому числі 5,5 % дітей у віці до 18 років та 6,1 % осіб у віці 65 років та старших.
Цивільне працевлаштоване населення становило 7967 осіб. Основні галузі зайнятості: освіта, охорона здоров'я та соціальна допомога — 23,5 %, роздрібна торгівля — 13,9 %, мистецтво, розваги та відпочинок — 9,4 %, науковці, спеціалісти, менеджери — 9,1 %.